# Andreas Otterling
Andreas Otterling (Suecia, 25 de mayo de 1986) es un atleta sueco especializado en la prueba de salto de longitud, en la que consiguió ser medallista de bronce europeo en pista cubierta en 2015.

## Carrera deportiva
En el Campeonato Europeo de Atletismo en Pista Cubierta de 2015 ganó la medalla de bronce en el salto de longitud, con un salto de 8.06 metros, tras su paisano sueco Michel Tornéus (oro con 8.30 metros que fue récord nacional sueco) y el checo Radek Juška (plata con 8.10 metros).